# Maggie Laubser
Maria Magdalena Laubser, coneguda com a Maggie Laubser (prop de Malmesbury, 14 d'abril de 1886 – Strand, 17 de maig de 1973) fou una pintora sud-africana, coneguda per haver introduït l'expressionisme a Sud-àfrica. El seu treball en principi va ser acollit amb escepticisme pels crítics encara compromesos als principis que regien la condició femenina a la societat victoriana, però amb el temps ha estat reconeguda, considerant-la com un dels grans artistes sud-africans.

## Primers anys i educació
Laubser va néixer a la granja de blat anomenada Bloublommetjieskloof prop de Malmesbury a Swartland, una productiva àrea agrícola de l'Àfrica del Sud. Fou la més gran de sis germans i la seva joventut va transcórrer en la població rural i ramadera, sense gaires preocupacions.

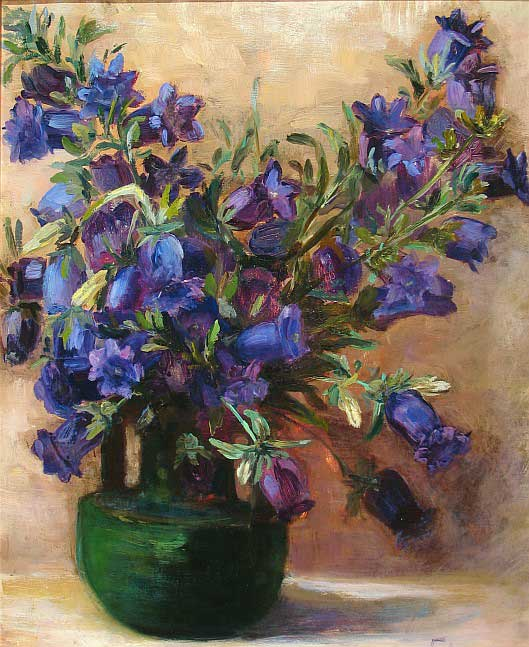
Flors en un gerro (1909-1913), oli sobre llenç, 520 x 420 mm, Sanlam Art Collection

Després d'anar a l'escola de la granja Rocklands, va estudiar a l'internat del seminari de Bloemhof, Stellenbosch, on es va iniciar en l'estudi de la pintura. Va tornar a la granja el 1901 i, en una visita a Ciutat del Cap va conèixer a Beatrice Hazel, una pintora realista d'estil romàntic, que la va presentar a Edward Roworth, qui va afermar el seu desig d'estudiar pintura. El 1903 va convèncer els seus pares que la deixessin anar a Ciutat del Cap un cop per setmana per assistir a classes de cant. La dificultat dels viatges i la mala opinió que la seva mare tenia de la seva veu de mezzosoprano la van desanimar, llavors va començar a pintar. Va estudiar pintura amb Edward Roworth durant dos mesos, el 1903, mentre va rebre una medalla de plata pel seu treball. El 1907 va ser elegida membre de la Societat Sud-africana d'Artistes (SASA) i, el 1909, la seva obra trobà representació a l'exposició anual de la SASA i l'Associació de Belles Arts de Ciutat del Cap. Cap el 1910, tenia el seu propi estudi a Strand Street, Ciutat del Cap.
Durant una visita al seu nebot, Gert Coetzee a Pretòria, el 1912, va ser contractada com a institutriu en una granja propietat de la família Wolmarans en el districte d'Ermelo, Transvaal, on també va ensenyar art i costura. Mentre estava de vacances a Durban amb una amiga, Sophie Fisher, es va fer amiga de Jan Hendrik Arnold Balwé, cònsol dels Països Baixos a Durban (1903-1913) i propietari d'una línia de transports marítima, que es va oferir a finançar els estudis d'ella i la seva germana Hannah a l'estranger.

### Holanda i Anglaterra

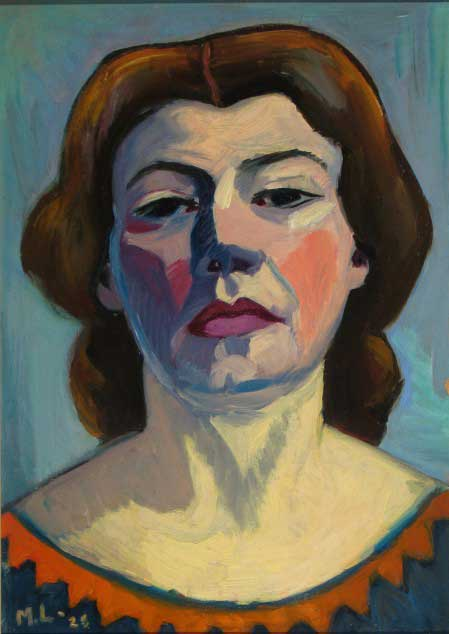
Autoretrat (1928), 475 x 340 mm

Laubser i la seva germana van partir cap a Europa el 4 d'octubre de 1913, on al principi van viure en una colònia d'artistes a Laren, Holanda del Nord, en una zona anomenada Het Gooi. Va conèixer a Ita Mees, un pianista de concerts i a Frederik van Eeden, autor i poeta. També es va fer amiga de Laura Knight i Frans Langeveld, tots dos pintors. Els últims anys de la seva vida, Anton Mauve, que fou una important influència de Vincent van Gogh, va viure a Laren; Laubser va treballar en l'estudi que ell havia establert a la zona.
En esclatar la Primera Guerra Mundial va marxar a Londres. En un principi es va establir a Huntingdonshire i, més tard, a l'octubre de 1914, es va mudar a un hotel de Londres i es va matricular a la Slade School of Fine Art per al període d'octubre de 1914 a març de 1919. Henry Tonks, Walter Westley Russell i Ambrose McEvoy li van ensenyar dibuix, mentre que Philip Wilson Steer li va donar classes de pintura. Sembla que durant els seus estudis al Slade, mai va pintar i va concentrar els seus esforços en el dibuix de retrats i figures. Laubser va tornar a Sud-àfrica en una breu i ràpida visita el 1915 per veure la nova granja familiar a Oortmanspost, prop de Klipheuwel a la Província del Cap, i altra vegada el març de 1919, després d'acabar els estudis.

## Carrera artística

### Bèlgica
Va deixar Londres el 6 juny 1919 per anar a Bèlgica, on s'allotjà a Anvers i a la Villa Chenes Vila a Nachtigalen Lei, en Schoten. Es va fer amiga d'Arnold Balwé, fill del seu mecenes, que estudiava a la Académie royale des beaux-arts d'Anvers i, a qui podria haver acompanyat algunes vegades com a estudiant ocasional, com evidencien una sèrie d'estudis de nus esbossats durant aquest període. També hi ha proves que va entrar en contacte amb l'art de Die Brücke i Der Blaue Reiter durant una estada a Múnic el 1919.

### Itàlia

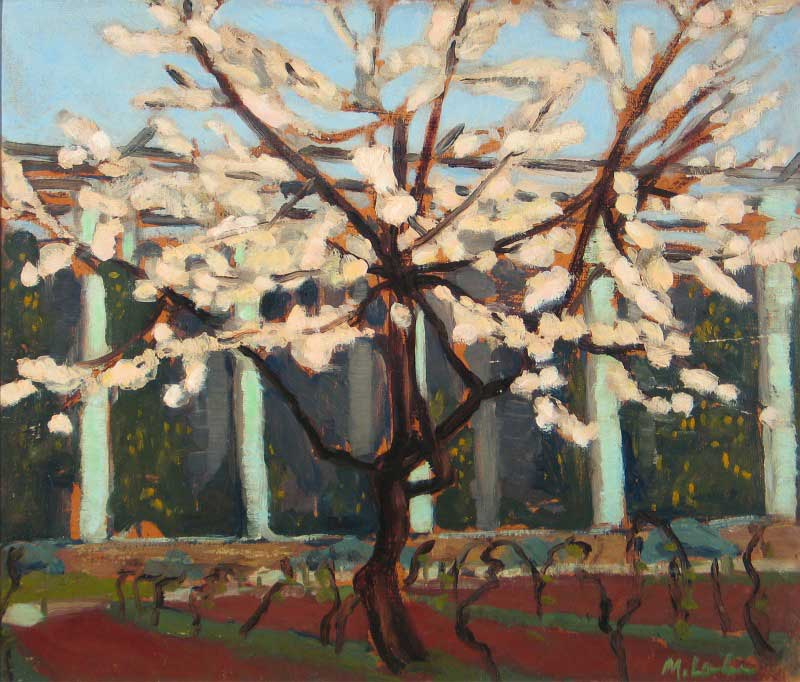
Arbre rosat florint, oli sobre cartró, 340 x 400 mm, Sanlam Art Collection

Va viatjar amb Balwé a Itàlia, entre l'agost i el setembre de 1920, i va viure i treballar a Torri del Benaco i a San Vigilio, en el llac de Garda. Durant aquest temps la parella va ser recolzada econòmicament pel pare de Balwé i això els va donar llibertat per treballar en pintures per a possibles exposicions en lloc de pensar en la venda. Un gran nombre d'obres signades i datades en aquest període donen cert suport a aquest fet.
Balwé pare va emmalaltir cap a la fi de l'any 1920, i Arnold Balwé i Laubser el van acompanyar a Bad Kissingen a mitjans d'abril de 1921, on va morir el mateix mes o el maig d'aquest any. Després de la mort del seu protector, Laubser va viatjar a Venècia, on va visitar el Palau Ducal (juny-juliol de 1921), després a Milà i, el 18 d'agost de 1921, va tornar a Alemanya. El 19 setembre 1921 va arribar a Ciutat del Cap viatjant amb la Union-Castle Line.

### Alemanya

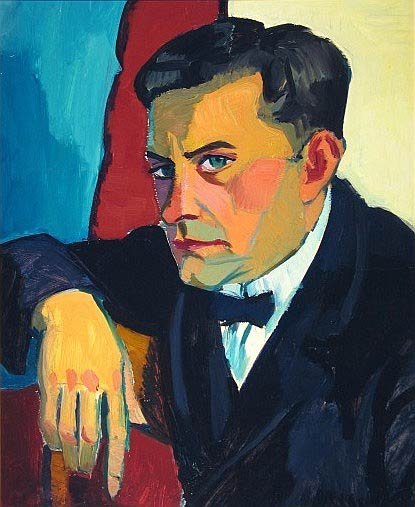
Retrat d'un home, Berlín, (circa 1923), oli sobre fusta, 595 x 475 mm

Estant a Ciutat del Cap, Laubser va rebre un visat del Consolat d'Alemanya el 16 de novembre de 1922 i, després de viatjar al país, es va instal·lar a Kurfürstendamm 40, Berlín, l'1 de gener de 1923. La seva adreça aparentment va canviar a Kurfürstendamm 43, de la mateixa ciutat, el 23 de gener de 1923. Va cercar a Irma Stern i van començar totes dues juntes un viatge del mar Bàltic a Ahrenshoop, de tres setmanes, el juliol de 1923. Després de viatjar a Weimar i Baviera, i un altre canvi d'adreça de Kalckreuthstrasse 5 als allotjaments amb un Fräulein der Heydt Finck a Von Strasse 1, al sud del Tiergarten, que obtingué amb l'ajuda de la seva amiga Kate Mädler, es va establir en la vida cultural de Berlín. Va conèixer i reunir-se amb membres del cos diplomàtic, va pintar retrats i va assistir a concerts de música. Es va fer amiga dels pianistes Wilhelm Busch i Otto Glore.
Va ser a Berlín, de 1922 a 1924, que va entrar en contacte amb l'expressionisme alemany animada per Karl Schmidt-Rottluff. Va poder observar les obres d'Emil Nolde, Max Pechstein, Franz Marc i Erich Waske que van aclarir les seves aspiracions. Ella mateixa va assenyalar que Franz Marc, Nolde, Schmidt-Rottluff i Pechstein havien estat determinants en l'elecció de la seva personalitat artística, encara que afirmà no haver estat «influenciada» per ells. L'abast de la influència és evident, ja que es va apropar a l'estil expressionista alemany durant aquests anys, en els quals va fer deu litografies anomenades Visionen.
El 14 agost 1924 va fer tractes amb Allison Bros. de Londres, per enviar les seves pintures a Sud-àfrica.

## Debut a Sud-àfrica i recepció

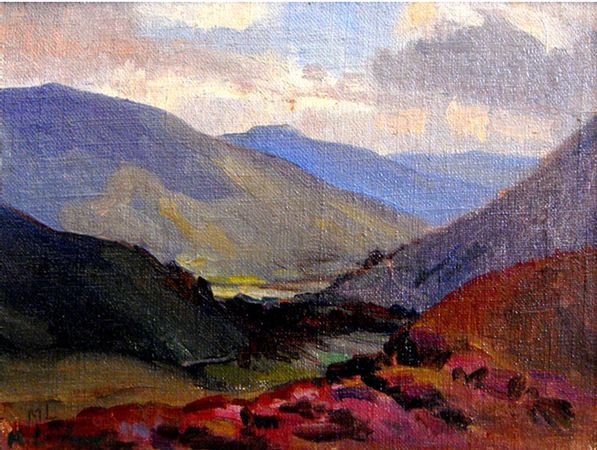
Bloublommetjieskloof, oli sobre llenç, 270 x 365 mm

El novembre de 1924, va tornar a Sud-àfrica i es va establir a Oortmanspost, la granja familiar. Va conèixer a l'escultor Moses Kottler i el caricaturista D. C. Boonzaier, qui la va presentar al seu fill Gregoire, membre fundador del New Group, i va renovar la seva amistat amb les pintores Ruth Prowse i Nita Spilhaus. Va fer una exposició a Ciutat del Cap, on patí una forta decepció; tant les seves pintures com les d'Irma Stern van ser rebudes amb una forta crítica negativa, sobretot per part de Bernard Lewis dels diaris Die Burger i The Cape Times, que el 1931 va escriure sobre la seva obra en una mostra col·lectiva:
| «               | Hi ha algun ser normal i sa a tota Sud-àfrica que sigui capaç d'apreciar com a obra d'art, […] alguna de les realitzades per Maggie Laubser? | » |
| — Bernard Lewis | |   |

L'abril del 1929 va conèixer P. Serton i a la seva esposa, així com A. C. Celliers i Koos Botha, que la van animar a fer una exposició individual. La seva primera experiència fou a Stellenbosch, amb el suport d'A. C. Bouman i Con de Villiers. En aquesta etapa també va conèixer Martin du Toit, que es convertiria en un fervent partidari seu, i li va organitzar la primera exposició al Transvaal el 1931.

## Exposició de l'Imperi Britànic
El 3 de maig de 1936, el seu pare va morir. Va deixar la granja al seu germà i establir un fons fiduciari per a la seva mare. Laubser va heretar el saldo del fons quan la seva mare va morir el 20 de novembre de 1936. Tot i que la premsa l'havia tractada amb duresa, Laubser va ser triada per al comitè de selecció de la prestigiosa Exposició de l'Imperi Britànic (British Empire Exhibition), que coordinava M. L. du Toit. La British Empire Exhibition era una exposició colonial quadriennal que el 1936 es va fer a Milner Park, Johannesburg, representant el millor del Sud d'Àfrica. Fou a l'indret on Laubser va intimar amb Alexis Preller, qui atrauria la ira dels crítics pel seu treball en la primera exposició del New Group el 4 de maig de 1938. Laubser era també membre del grup, i era present en l'exposició de 1938.

## Darrers anys

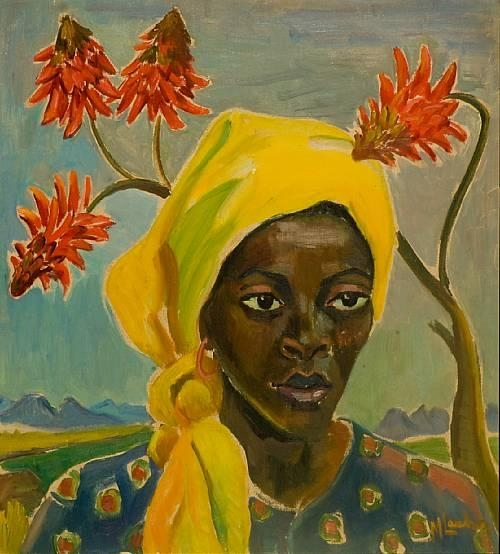
Annie de la Reial Bafokeng, 1945, 500 x 450 mm

Va estar activa des de 1900 fins a la seva mort el 1973, treballant ininterrompudament. Un catàleg raonat compilat per Dalene Marais conté 1784 treballs individuals. El seu estil predominant és generalment acceptat per molts autors com expressionista, però també hi ha elements identificables del fauvisme, i art pastoral que desmenteixen els prototips expressionistes alemanys als quals s'exposava Laubser.
Després de la mort dels seus pares es va instal·lar a Ciutat del Cap el 1937, en un estudi a Drie Ankerbaai. El 1942, es va traslladar a Strand, on va construir una cabana anomenada Altyd Lig (Sempre brillant), el 1947. El 28 de maig de 1946 P. J. Nienaber va anunciar que Loubser rebria la medalla honorària de l'Acadèmia Americana de les Arts i les Ciències. El 1947 va rebre l'Oscar a la pintura del Die Vaderland, un diari. El 1948 va admesa, amb la poeta Elisabeth Eybers, com a membre de l'Acadèmia de Sud-àfrica de les Arts i les Ciències. Va continuar pintant i evolucionant el seu estil, i e 1959, va esdevenir membre honorari de l'Acadèmia d'Art i Ciència. L'Associació de les Arts de Sud-àfrica la va guardonar amb una medalla el 1968.
La Galeria Nacional de Sud-àfrica i el Museu d'Art de Pretòria van arribar a l'acord d'alternar-se en mostrar una important exposició retrospectiva de les seves obres, el 1969. Tot seguit, el 1987, es va fer una retrospectiva d'obres primerenques, a la Galeria Nacional de Sud-àfrica, el 31 de gener de 1988.
Maggie Laubser va morir el 17 de maig de 1973 a la seva cabana Altyd Lig.

## Col·leccions

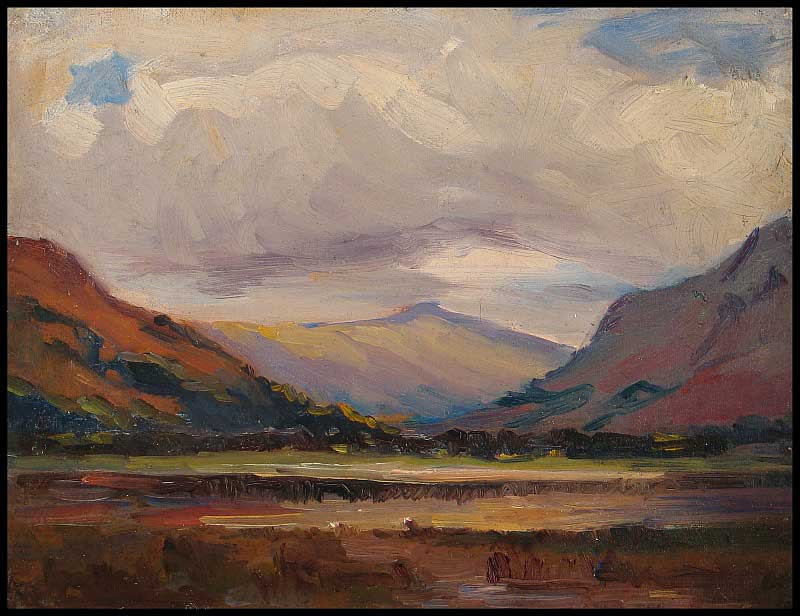
Paisatge escocès amb llac i muntanyes, oli sobre llenç, 285 x 370 mm

Les obres de Maggie Laubser s'inclouen en una sèrie de grans col·leccions:
- South African National Gallery, Ciutat del Cap
- Johannesburg Art Gallery, Johannesburg
- Museu d'Art de Pretòria, Pretòria
- Durban Art Gallery, Durban
- A. C. White Gallery, Bloemfontein
- Hester Rupert Art Museum, Graaff-Reinet
- Rupert Museum, Stellenbosch
- William Humphreys Art Gallery, Kimberley
- Sanlam Art Collection, Ciutat del Cap